# Xây dựng đội ngũ

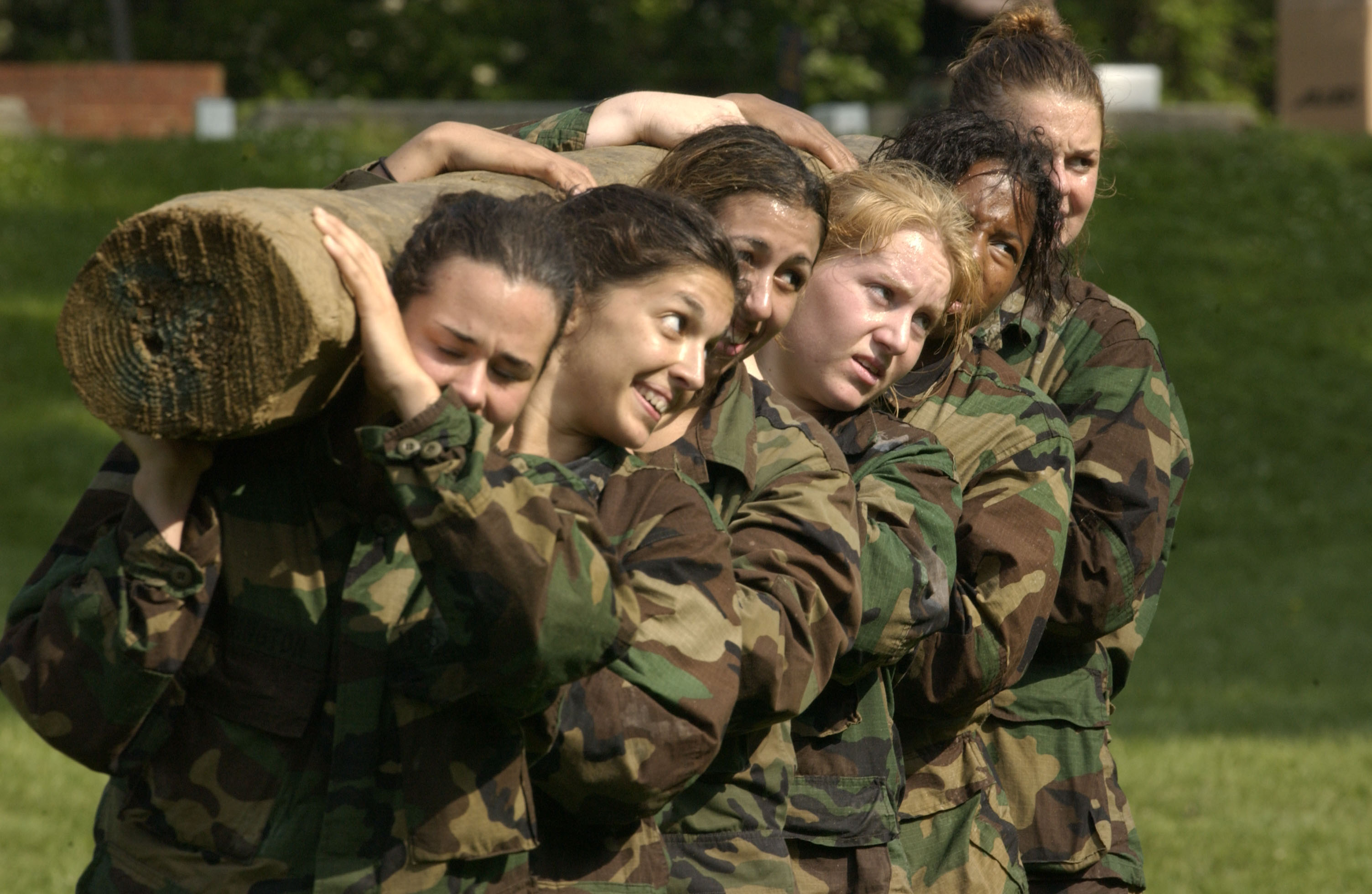
Quân đội Hoa Kỳ sử dụng nâng một khúc gỗ như một bài tập xây dựng đội ngũ.

Xây dựng đội ngũ là một thuật ngữ tập thể cho các loại hoạt động khác nhau được sử dụng để tăng cường quan hệ xã hội và xác định vai trò trong các nhóm, thường liên quan đến các nhiệm vụ hợp tác. Nó khác với đào tạo nhóm, được thiết kế bởi sự kết hợp giữa các nhà quản lý doanh nghiệp, học tập và phát triển / OD (Nội bộ hoặc bên ngoài) và Đối tác kinh doanh nhân sự (nếu có vai trò) để cải thiện hiệu quả, thay vì quan hệ giữa các cá nhân.
Nhiều bài tập xây dựng nhóm nhằm mục đích phơi bày và giải quyết các vấn đề liên cá nhân trong nhóm.
Theo thời gian, các hoạt động này được dự định để cải thiện hiệu suất trong môi trường dựa trên nhóm. Xây dựng đội ngũ là một trong những nền tảng của phát triển tổ chức có thể được áp dụng cho các nhóm như đội thể thao, lớp học, đơn vị quân đội hoặc phi hành đoàn. Định nghĩa chính thức  xây dựng đội ngũ bao gồm:
- sắp xếp xung quanh các mục tiêu
- xây dựng mối quan hệ làm việc hiệu quả
- giảm sự mơ hồ về vai trò của các thành viên trong nhóm
- tìm giải pháp cho các vấn đề của nhóm

Xây dựng đội ngũ là một trong những hoạt động phát triển nhóm được sử dụng rộng rãi nhất trong các tổ chức. Chiến lược chung là có một "rút lui xây dựng đội nhóm" hoặc "yêu thương tập thể", nơi các thành viên trong nhóm cố gắng giải quyết các mối quan tâm tiềm ẩn và tạo niềm tin bằng cách tham gia vào các hoạt động không phải là một phần của những gì họ thường làm trong nhóm.
Trong tất cả các hoạt động tổ chức, một nghiên cứu cho thấy phát triển nhóm có tác dụng mạnh nhất (so với các biện pháp tài chính) để cải thiện hiệu suất của tổ chức. Một phân tích tổng hợp năm 2008 cho thấy các hoạt động phát triển nhóm, bao gồm xây dựng đội ngũ và đào tạo đội ngũ, cải thiện cả hiệu suất mục tiêu của đội và xếp hạng giám sát chủ quan của đội đó.

## Bốn cách tiếp cận
Xây dựng đội ngũ mô tả bốn phương pháp tiếp cận xây dựng đội nhóm:

### Đặt mục tiêu
Điều này nhấn mạnh tầm quan trọng của mục tiêu rõ ràng và mục tiêu cá nhân và nhóm. Các thành viên trong nhóm tham gia vào việc lập kế hoạch hành động để xác định các cách để xác định thành công và thất bại và đạt được các mục tiêu. Điều này nhằm tăng cường động lực và thúc đẩy ý thức sở hữu. Bằng cách xác định các kết quả cụ thể và các thử nghiệm về thành công gia tăng, các nhóm có thể đo lường tiến trình của họ. Nhiều tổ chức đàm phán điều lệ đội với đội và (lãnh đạo công đoàn)

### Làm rõ vai trò
Điều này nhấn mạnh việc cải thiện sự hiểu biết của các thành viên trong nhóm về vai trò và nhiệm vụ tương ứng của chính họ và của người khác. Điều này nhằm giảm sự mơ hồ và thúc đẩy sự hiểu biết về tầm quan trọng của cấu trúc bằng các hoạt động nhằm xác định và điều chỉnh vai trò. Nó nhấn mạnh sự phụ thuộc lẫn nhau của các thành viên và giá trị của việc mỗi thành viên tập trung vào vai trò của chính họ trong thành công của đội.

### Giải quyết vấn đề
Điều này nhấn mạnh việc xác định các vấn đề lớn trong nhóm và làm việc cùng nhau để tìm giải pháp. Điều này có thể có thêm lợi ích của việc tăng cường tư duy phê phán.

### Quan hệ giữa các cá nhân
Điều này nhấn mạnh các kỹ năng làm việc nhóm ngày càng tăng như cho và nhận hỗ trợ, giao tiếp và chia sẻ. Các nhóm có ít xung đột giữa các cá nhân thường hoạt động hiệu quả hơn các nhóm khác. Một người điều phối hướng dẫn các cuộc hội thoại để phát triển sự tin tưởng lẫn nhau và giao tiếp cởi mở giữa các thành viên trong nhóm.

## Hiệu quả
Hiệu quả của việc xây dựng đội ngũ khác nhau đáng kể từ tổ chức này sang tổ chức khác. Những nỗ lực hiệu quả nhất xảy ra khi các thành viên trong nhóm phụ thuộc lẫn nhau, hiểu biết và có kinh nghiệm và khi lãnh đạo tổ chức tích cực thiết lập và hỗ trợ nhóm.
Xây dựng đội ngũ hiệu quả kết hợp nhận thức về các mục tiêu của nhóm. Các nhóm phải làm việc để phát triển mục tiêu, vai trò và thủ tục. Do đó, xây dựng đội nhóm thường được kết hợp với việc hoàn thành nhiệm vụ, đạt được mục tiêu và đạt được kết quả trong các nhóm.

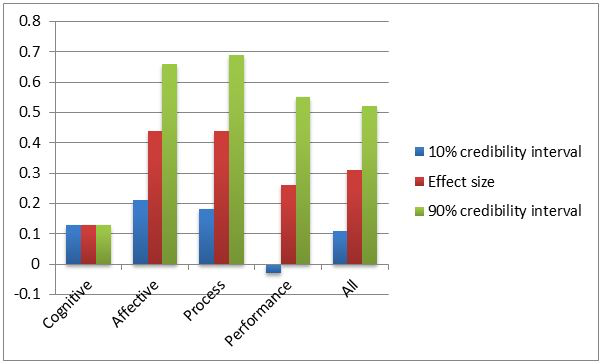
Ảnh hưởng của chiến lược xây dựng đội nhóm đến cả bốn kết quả, với khoảng tin cậy 10% và 90%

## Ảnh hưởng đến hiệu suất
Xây dựng đội ngũ đã được khoa học cho thấy ảnh hưởng tích cực đến hiệu quả của nhóm. Thiết lập mục tiêu và làm rõ vai trò đã được chứng minh là có tác động đến kết quả nhận thức, tình cảm, quá trình và hiệu suất. Họ có tác động mạnh mẽ nhất đến kết quả tình cảm và quá trình, điều này ngụ ý rằng việc xây dựng đội ngũ có thể giúp các đội có lợi khi gặp các vấn đề có ảnh hưởng tiêu cực, chẳng hạn như thiếu sự gắn kết hoặc tin tưởng. Nó cũng có thể cải thiện các nhóm chịu đựng các vấn đề về quy trình, chẳng hạn như thiếu làm rõ vai trò.
Thiết lập mục tiêu và làm rõ vai trò có tác động lớn nhất vì chúng giúp tăng cường động lực, giảm xung đột  và giúp thiết lập các mục đích, mục tiêu và động lực cá nhân.
Các nhóm có từ 10 thành viên trở lên dường như được hưởng lợi nhiều nhất từ việc xây dựng đội nhóm. Điều này được quy cho các nhóm lớn hơn có -tiếng nói chung - một nguồn tài nguyên và khả năng nhận thức lớn hơn so với các nhóm nhỏ hơn.

## Những thách thức để xây dựng đội ngũ
Thuật ngữ 'xây dựng đội ngũ' thường được sử dụng như một cách né tránh khi các tổ chức đang tìm kiếm một 'cách khắc phục nhanh' cho các hệ thống truyền thông kém hoặc các chỉ thị lãnh đạo không rõ ràng, dẫn đến các nhóm không có năng lực rõ ràng về cách thành công. Làm việc nhóm là công việc tốt nhất.
Các đội sau đó được tập hợp để giải quyết các vấn đề cụ thể, trong khi các nguyên nhân cơ bản không được bỏ qua.
Dyer nhấn mạnh ba thách thức cho các nhà xây dựng nhóm trong tương lai:
- Thiếu kỹ năng làm việc nhóm: Một trong những thách thức mà các nhà lãnh đạo phải đối mặt là tìm kiếm nhân viên theo định hướng nhóm. Hầu hết các tổ chức dựa vào các tổ chức giáo dục để khắc sâu những kỹ năng này vào học sinh. Tuy nhiên, Dyer tin rằng sinh viên được khuyến khích làm việc cá nhân và thành công mà không cần phải cộng tác. Điều này hoạt động chống lại các loại hành vi cần thiết cho làm việc nhóm. Một nghiên cứu khác cho thấy đào tạo đội ngũ đã cải thiện kết quả nhận thức, tình cảm, quá trình và hiệu suất.[10]
- Nơi làm việc ảo và xuyên qua các ranh giới tổ chức: theo Dyer, các tổ chức cá nhân không ở cùng một không gian vật lý ngày càng làm việc cùng nhau. Các thành viên thường không thể xây dựng mối quan hệ cụ thể với các thành viên khác trong nhóm. Một nghiên cứu khác cho thấy giao tiếp mặt đối mặt là rất quan trọng trong việc xây dựng một môi trường nhóm hiệu quả.[15] Tiếp xúc trực tiếp là chìa khóa để phát triển niềm tin. Các phiên xây dựng nhóm chính thức với người hướng dẫn đã khiến các thành viên "đồng ý với mối quan hệ" và xác định cách các nhóm làm việc. Liên hệ không chính thức cũng được đề cập.
- Toàn cầu hóa và ảo hóa: Các nhóm ngày càng bao gồm các thành viên có ngôn ngữ, văn hóa, giá trị và cách tiếp cận giải quyết vấn đề khác nhau. Các cuộc họp một-một đã thành công ở một số tổ chức.[15]

## Ứng dụng xây dựng đội ngũ

### Trường học
Diana và Joseph tuyên bố rằng các giảng viên có thể thúc đẩy sinh viên phát triển kỹ năng làm việc nhóm và cung cấp một hướng dẫn về cách các giáo sư có thể giúp sinh viên xây dựng các nhóm nghiên cứu / dự án hiệu quả. Cách tiếp cận này nhấn mạnh các ví dụ về các tình huống công việc đòi hỏi kỹ năng làm việc nhóm.
Hướng dẫn của giảng viên:
- Xác định các mục tiêu và các nhiệm vụ liên quan tạo nên dự án. Hướng dẫn quan trọng nhất là thời gian / thời hạn rõ ràng.
- Chỉ cho nhóm cách xác định vai trò và gạch chân rằng để thành công, mọi vai trò phải được hoàn thành.
- Nhấn mạnh sự cân bằng giữa vai trò nhiệm vụ và các mối quan hệ. Phân công vai trò nhiệm vụ đảm bảo rằng không có gì bị lãng quên, trong khi các mối quan hệ giảm thiểu hiểu lầm và xung đột.
- Tham dự (một số) các cuộc họp nhóm và quan sát các cuộc thảo luận, đôi khi không cần thông báo trước. Đưa ra phản hồi mang tính xây dựng về cách cải thiện.
- Diana và Joseph nhận ra bảy quy tắc cơ bản: 
  - Biết các thành viên trong nhóm của bạn
  - Giao tiếp chính xác và rõ ràng
  - Chấp nhận và hỗ trợ lẫn nhau
  - Kiểm tra sự hiểu biết
  - Chia sẻ ý tưởng và hiểu biết
  - Kiểm tra thỏa thuận
  - Giải quyết xung đột một cách nhanh chóng và mang tính xây dựng
- Giúp nhóm tạo ra một hệ thống giải quyết vấn đề. Diana và Joseph cung cấp một hệ thống tính điểm cho phép sinh viên đánh giá một cuộc xung đột và xem cách giải quyết vấn đề. Ví dụ, học sinh có thể đạt điểm 1 "không có quyết định" khi các thành viên không thể đạt được sự đồng thuận hoặc điểm 10 khi tất cả đều hài lòng.
- Các nhóm ghi nhật ký các cuộc họp và hoạt động của họ để họ biết họ đang ở đâu và có thể thấy các vấn đề trong khi họ có thể được giải quyết.

### Tổ chức
Xây dựng đội ngũ trong các tổ chức là một cách tiếp cận phổ biến để cải thiện hiệu suất.
Vui vẻ là một thành phần quan trọng để xây dựng đội ngũ, nhưng mục đích là để trở nên năng suất, tập trung và liên kết. Các hoạt động giải trí đơn thuần có thể hữu ích, nhưng phải được tính thời gian và xem xét khả năng của các thành viên trong nhóm (ví dụ: thể thao không dành cho tất cả mọi người). Các hoạt động khác hướng đến việc tạo ra một môi trường học tập, vượt quá kết quả và nhân viên tham gia phải có mặt.
Các bài tập tham gia của nhân viên cho phép các nhóm tạo ra các giải pháp có ý nghĩa đối với họ, với tác động trực tiếp đến các cá nhân, nhóm và tổ chức. Phương pháp phân nhánh và học tập theo kinh nghiệm là những cách hiệu quả để thu hút thế hệ millenials (Những người sinh từ năm 1980 đến năm 2000) tại nơi làm việc. Sự tham gia của nhân viên có hiệu quả vì:
- nhân viên thích các hoạt động giải quyết vấn đề;
- giải quyết vấn đề tạo ra quyền sở hữu;
- nó có thể tăng công suất;
- các hoạt động cạnh tranh khuyến khích một triển vọng dựa trên kết quả.

Các hoạt động ngoài trời có thể là một cách hiệu quả để thu hút nhóm, nhưng có nhiều loại hoạt động xây dựng đội nhóm khác nhau có thể.

### Các môn thể thao
Xây dựng đội ngũ được giới thiệu trong thể thao vào những năm 1990. Một nghiên cứu năm 2010 đã phân tích các tác động của việc xây dựng đội nhóm  thấy các hoạt động xây dựng đội nhóm làm tăng sự gắn kết nhóm.
Theo Yukelson, "Trong thể thao, các đội được tạo thành từ một tập hợp các cá nhân phụ thuộc lẫn nhau, phối hợp và phối hợp thành nhiều vai trò hiệu quả khác nhau cho mục đích đạt được các mục tiêu và mục tiêu được coi là quan trọng đối với đội cụ thể đó".
Xây dựng đội ngũ trong thể thao phát triển các hành vi và kỹ năng làm tăng chức năng của đội. Một trong những chiến lược cơ bản là nhấn mạnh bản sắc nhóm. Điều này có thể được thực hiện bằng cách thấm nhuần ý thức về số phận chia sẻ.
Một nghiên cứu đã xem xét liệu một chương trình can thiệp xây dựng đội ngũ nhấn mạnh tầm quan trọng của việc thiết lập mục tiêu tăng sự gắn kết: 86 cầu thủ bóng rổ của trường trung học đã được nghiên cứu. Các giả thuyết sử dụng thiết lập mục tiêu dài hạn theo mùa giải. Những người tham gia được yêu cầu phân công các mục tiêu cho nhóm và đàm phán với các thành viên khác trong nhóm để hoàn thành số điểm mục tiêu cho nhóm.
Trong nhánh kiểm soát, huấn luyện viên thỉnh thoảng khuyến khích người tham gia cổ vũ và hỗ trợ các thành viên khác trong đội. Nghiên cứu kết luận rằng khi bắt đầu nghiên cứu, tất cả các đội có cùng mức độ gắn kết, nhưng nhóm có chương trình can thiệp thiết lập mục tiêu dài hạn theo mùa giải thực hiện tốt hơn.
Mức độ gắn kết nhóm không tăng do hiệu ứng trần với chương trình can thiệp, nhưng mức độ giảm đáng kể đối với nhóm kiểm soát. Điều này được quy cho việc thiếu nhấn mạnh vào mục tiêu của đội.
Các thành phần cốt lõi để xây dựng một đội thể thao thành công:
- Huấn luyện viên truyền đạt các mục tiêu và mục tiêu cho nhóm, xác định vai trò và chỉ tiêu nhóm.
- Các thành viên trong nhóm nên biết những gì được mong đợi từ họ. Tuyên bố sứ mệnh có thể khuyến khích nhóm hỗ trợ mỗi người trong việc đạt được các mục tiêu.
- Các thành viên trong nhóm nên được đào tạo rằng nhóm đến trước và mỗi thành viên phải chịu trách nhiệm cho hành động cá nhân và toàn bộ hành động của nhóm.
- "Văn hóa nhóm đề cập đến sự lãnh đạo tâm lý xã hội trong đội, động cơ nhóm, bản sắc nhóm, thể thao nhóm và hiệu quả tập thể".[20] Huấn luyện viên xây dựng một nền văn hóa tích cực. Điều này có thể được thực hiện trong quá trình tuyển dụng cho các vận động viên định hướng đội.
- Làm thấm nhuần cảm giác tự hào về thành viên nhóm. Bản sắc nhóm có thể được tạo ra bằng cách thúc đẩy các thành viên trong nhóm cam kết với các mục tiêu của nhóm và tự hào về hiệu suất.
- Quá trình giao tiếp cởi mở và trung thực có thể mang lại cho nhóm với nhau. Điều này bao gồm cả giao tiếp bằng lời nói và không bằng lời nói. Sự tin tưởng, trung thực, chia sẻ và hiểu biết lẫn nhau cần được nhấn mạnh. Các thành viên trong nhóm nên được khuyến khích và có cơ hội phát biểu trong các buổi phỏng vấn.
- Đồng đội giúp đỡ lẫn nhau trước, sau và trong các trò chơi.